# A Casa do Mickey Mouse
Mickey Mouse Clubhouse (bra/prt: A Casa do Mickey Mouse) é uma série de televisão infantil interativa americana, animada por computador, que foi o primeiro programa do Universo Mickey Mouse e a primeira animação computadorizada para crianças em idade pré-escolar. Foi ao ar de 5 de maio de 2006 a 6 de novembro de 2016 no Disney Channel. Produzida pela Disney Television Animation, a série foi criada pelo veterano da Disney Bobs Gannaway. 125 episódios foram produzidos.

## Premissa
Mickey, Minnie, Donald, Margarida, Pateta e Pluto interagem com o espectador para estimular a resolução de problemas.
Uma vez explicado o problema do episódio, Mickey convida os telespectadores a se juntarem a ele no "Mickeycomputador", um computador gigante em forma de cabeça de Mickey cuja principal função é distribuir as "Mickeyobjetos" do dia, uma coleção de objetos necessários para resolver o problema do dia, ao Mickey.
Um deles é um "Mickeyobjeto Misterioso" representado por um ponto de interrogação, no qual, quando as palavras "Mickeyobjetos" são ditas, o ponto de interrogação muda para o Mickeyobjeto que o espectador pode usar. Outra é uma objeto "Pensa no Mickeyobjeto" representada por uma silhueta da cabeça do Mickey com engrenagens rotativas, em que os personagens devem pensar no que usar antes de dizer à ferramenta "Pensa no Mickeyobjeto, nós escolhemos (o objeto)". Depois que as ferramentas são mostradas para Mickey na tela do Mickeycomputador, elas são rapidamente baixadas para Toodles, uma pequena extensão voadora em forma de cabeça de Mickey do Mickey computador. Chamando "Oh, Toodles!" Mickey o convoca para aparecer de onde ele está escondido e voar até a tela para que o espectador possa escolher qual objeto o Mickey precisa para a situação atual. Rimas são usadas durante todo o show. Por exemplo, em "Mickey's Silly Problem", quando o "botão tonto" foi ativado, Mickey, por algum motivo, falou em rimas durante metade do episódio.
O show apresenta duas canções originais interpretadas pela banda americana de rock alternativo They Might Be Giants, incluindo a música tema de abertura, na qual uma variante de um canto do Mickey Mouse Club ("Meeska Mooska Mickey Mouse!") É usada para convocar o Clubhouse. They Might Be Giants também tocam a música usada no final de cada episódio, "Hot Dog!", que ecoa as primeiras palavras faladas por Mickey no curta de 1929 The Karnival Kid.
Esta é a primeira vez que os principais personagens da Disney aparecem regularmente na televisão em forma de animação por computador. Os personagens apareceram anteriormente em forma de CG em 2003 na atração do parque temático Magic Kingdom , Mickey's PhilharMagic, e depois apareceram no especial direto para vídeo de 2004 , Mickey's Twice Upon a Christmas.
Depois que o show terminou em 2016, foi sucedido por Mickey and the Roadster Racers (mais tarde renomeado para Mickey Mouse Mixed-Up Adventures), que durou de 2017 a 2021, e Mickey Mouse Funhouse, que começou em 2021.

## Personagens

### Principais
- Mickey Mouse é o líder otimista e descontraído dos seis sensacionais. Ele é muito paciente e atencioso, especialmente com seu cachorro de estimação Pluto. Ele é autoconsciente e, de certa forma, assume uma disposição de Pernalonga . Ele é o namorado da Minnie e é o protagonista do show.
- Minnie Mouse é a namorada de Mickey Mouse. Muitas vezes ela é propensa a ser colocada em experiências exageradas.
- Pateta é o melhor amigo inocente, mas bem-intencionado de Mickey. Ele costuma ser propenso à maioria das palhaçadas apresentadas nesta série. É tonto mas bom
- Pluto é o cachorro  de Mickey. Seu arqui-inimigo é Butch the Bulldog, cujo dono é Bafo de Onça.
- Pato Donald é o melhor amigo temperamental, mas bem-humorado de Mickey, e namorado da Margarida. Muitas vezes, ele mostra um temperamento explosivo que é facilmente provocado.
- Margarida é a namorada de Donald, que costuma ficar irritada com suas inúmeras travessuras.
- Toodles é um equipamento que Mickey usa para apresentar os itens de cada episódio. Ele ganha um rosto, uma personalidade, uma voz e um interesse amoroso na terceira temporada.

### Recorrentes
- Bafo de Onça
- Tico e Teco
- Profesor Ludovico
- Clarabela
- Mickey Marciano
- Minnie Marciana
- Quoodles
- Pateta
- Papai Noel
- Mamãe Noel
- Baby Red Bird e Mommy Red Bird
- Gallon Boo Boo e Coco the Monkey
- Figaro, Butch the Bulldog, Mr. Pettibone e Bella

### Participações especiais
- Mortimer Mouse
- Capitão Goof-Beard
- Millie e Melody Mouse
- The Singing Lock
- Conde Mickula
- Boodles
- Igor the Door
- Cuckoo the Cuckoo Bird
- Goofles

## Produção
Mickey Mouse foi originalmente dublado por Wayne Allwine com Bret Iwan assumindo o papel após a morte de Allwine em 2009 (no entanto, o episódio final com Allwine como Mickey estreou postumamente em 28 de setembro de 2012). Bill Farmer, o dublador de Pateta e Plutão, disse em fevereiro de 2014 que a gravação de diálogos para novos episódios cessou, mas que "demoraria um bom tempo até que o show fique sem novos episódios para a TV. Estamos no ar consistentemente desde 2006 e começamos a gravar em 2004. Portanto, sempre há um longo tempo de espera entre a gravação e a exibição na TV. Portanto, não se preocupe, ainda há mais por vir, simplesmente não estamos produzindo mais."

## Recepção

### Recepção da critica
Alessandra Stanley do The New York Times comparou a série de televisão a Wonder Pets!, dizendo que " A casa do Mickey Mouse  é mais simples e, às vezes, menos é mais", escrevendo: "Durante grande parte de sua carreira na televisão, o rato foi mais um mestre de cerimônias do que um personagem cômico. Agora ele foi reduzido a um papel de Mister Rogers - gentil e didático." Stuart Heritage, do The Guardian, incluiu a casa do Mickey Mouse  em sua lista de "Melhores programas para assistir no Disney +", afirmando que as crianças em idade pré-escolar responderão com entusiasmo e aceitarão ansiosamente o programa, em comparação com crianças mais velhas e adultos que provavelmente não terão interesse. Larisa Wiseman, da Common Sense Media, avaliou o programa com 4 de 5 estrelas, elogiou o valor educacional, dizendo que a série ensina habilidades matemáticas iniciais e elogiou a representação de mensagens positivas e modelos, citando, trabalho em equipe, interações positivas e encorajamento de interações sociais.
David Perlmutter, em The Encyclopedia of American Animated Television Shows, diz que o programa "foi mais um caso de personagens de desenhos animados vintage se envergonhando para o prazer de crianças em idade pré-escolar em um formato fortemente simplificado. Embora demonstrasse o amplo apelo da marca Disney, também indicava que essa marca poderia ser comprometida como qualquer outra pela associação com um produto inferior."

### Prêmios
| Ano  | Prêmio                             | Categoria                                                                     | Destinatário(s) e nomeado(s) | Resultado | Ref.          |
| ---- | ---------------------------------- | ----------------------------------------------------------------------------- | --- | --------- | ------------- |
| 2010 | Prêmios Annie                      | Melhor Produção de Televisão Animada para Crianças                            | A casa do Mickey Mouse | Indicado  | [ 14 ]        |
| 2011 | Prêmios Daytime Emmy               | Melhor série infantil pré-escolar                                             | A casa do Mickey Mouse | Indicado  | [ 15 ] [ 16 ] |
| 2011 | Prêmios Daytime Emmy               | Melhor Intérprete em Programa de Animação                                     | Bill Farmer - Para a voz do Pateta | Indicado  | [ 17 ] [ 18 ] |
| 2011 | Prêmios Daytime Emmy               | Melhor Direção Musical e Composição                                           | Mike HimelsteinMichael Turner | Indicado  | [ 17 ] [ 18 ] |
| 2012 | Prêmios Annie                      | Melhor Produção de Animação para Televisão - Pré-escola                       | Casa do Mickey Mouse | Indicado  | [ 19 ]        |
| 2013 | Prêmios iKids                      | Melhor Série de Web/Aplicativos                                               | A casa do Mickey Mouse - Para o episódio "Road Rally Appisode"                                                                                 | Venceu    | [ 20 ]        |
| 2013 | Prêmios Behind the Voice Actors    | Melhor Conjunto Vocal em Série de Televisão - Infantil/Educativo              | Bret Iwan, Tony Anselmo, Bill Farmer, Russi Taylor, Tress MacNeille, Jim Cummings, Corey Burton, April, Winchell, Dee Bradley Baker, Will Ryan | Venceu    | [ 21 ]        |
| 2014 | Prêmios Behind the Voice Actors    | Melhor Conjunto Vocal em Série de Televisão - Infantil/Educativo              | Bret Iwan, Tony Anselmo, Bill Farmer, Russi Taylor, Tress MacNeille, Jim Cummings, Corey Burton, April, Winchell, Dee Bradley Baker, Will Ryan | Indicado  | [ 22 ]        |
| 2014 | Prêmios Behind the Voice Actors    | Melhor Performance Vocal Feminina em Série de Televisão - Infantil/Educativo  | Russo Taylor - Para a voz de Minnie Mouse | Indicado  | [ 22 ]        |
| 2014 | Prêmios Behind the Voice Actors    | Melhor Performance Vocal Feminina em Série de Televisão - Infantil/Educativo  | April Winchell - Para a voz de Clarabela | Indicado  | [ 22 ]        |
| 2014 | Prêmios Behind the Voice Actors    | Melhor Performance Vocal Masculina em Série de Televisão - Infantil/Educativo | Bill Farmer - Para a voz do Pateta | Indicado  | [ 22 ]        |
| 2014 | Prêmios Behind the Voice Actors    | Melhor Performance Vocal Masculina em Série de Televisão - Infantil/Educativo | Tony Anselmo - Para a voz do Pato Donald | Indicado  | [ 22 ]        |
| 2015 | Prêmios Daytime Creative Arts Emmy | Melhor Intérprete em Programa de Animação                                     | Dick Van Dyke - Para a voz do Capitão Goof Beard                                                                                               | Indicado  | [ 23 ] [ 24 ] |